# Wanda Warenine
Wanda Warenine er en italiensk stumfilm fra 1917 af Riccardo Tolentino.

## Medvirkende
- Joaquín Carrasco
- Fabienne Fabrèges som Wanda Warenine
- Bonaventura Ibáñez
- Domenico Serra